# Braunshausen (Hallenberg)
Braunshausen is een plaats in de Duitse gemeente Hallenberg, deelstaat Noordrijn-Westfalen, en telt 350 inwoners (2004).